# Tourville-la-Campagne
Tourville-la-Campagne är en kommun i departementet Eure i regionen Normandie i norra Frankrike. Kommunen ligger i kantonen Amfreville-la-Campagne som tillhör arrondissementet Bernay. År 2022 hade Tourville-la-Campagne 1 114 invånare.

## Befolkningsutveckling
Antalet invånare i kommunen Tourville-la-Campagne
Referens:INSEE